# يفغيني خوخلوف
يفغيني خوخلوف (18 سبتمبر 1987 - ) هو لاعب كرة قدم روسي في مركز الوسط. لعب مع نادي تيومين ‏ وFC Sochi-04 ‏ ونادي أكاديمية تولياتي لكرة القدم وFC Druzhba Maykop ‏ وFC Khimik Dzerzhinsk ‏ وFC Energetik Uren ‏.